# Zandbed

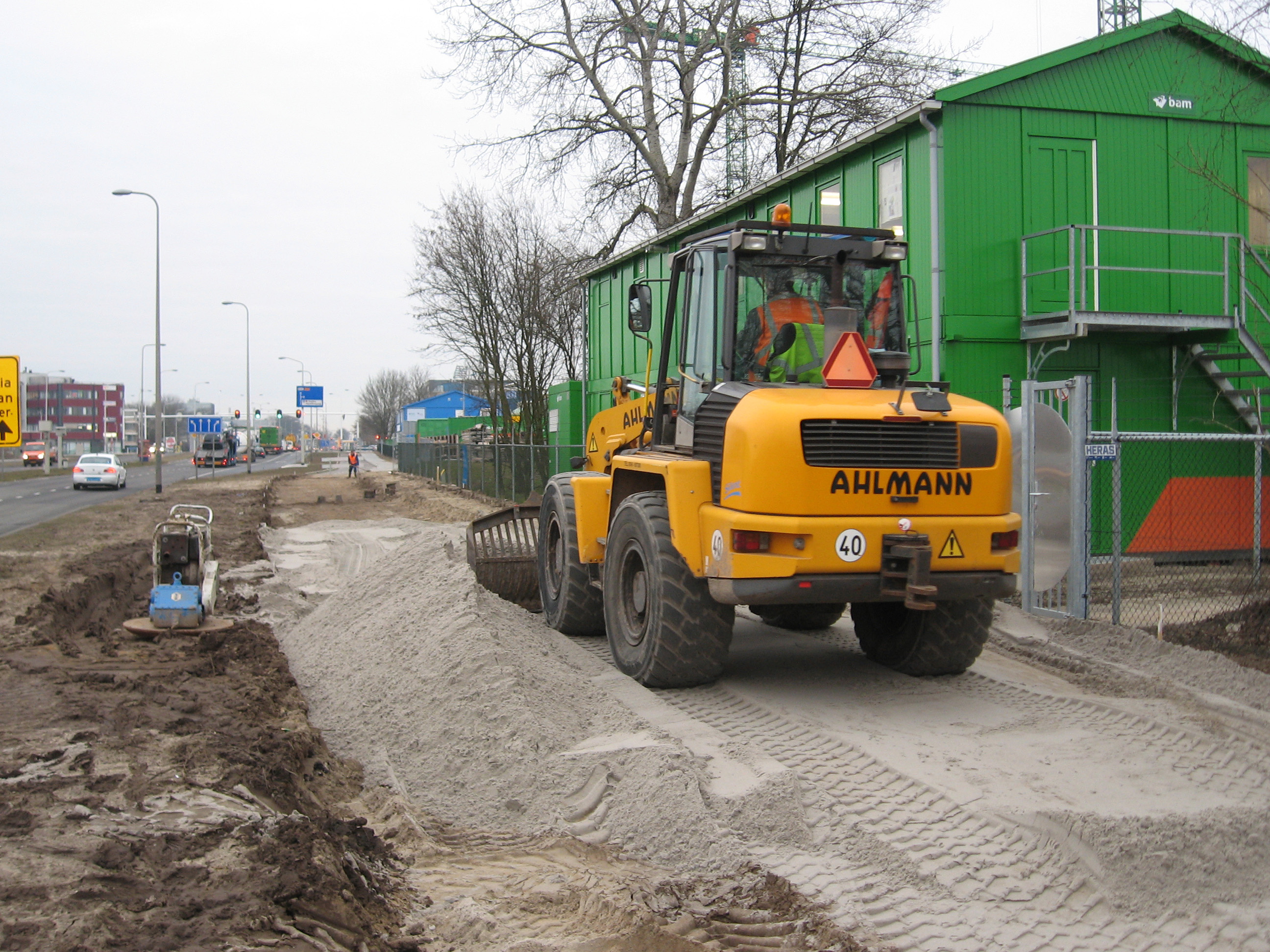
Aanleg zandbed voor fietspad

Een zandbed is een vlakke ondergrond van zand, aangetrild met een trilplaat of met een strakvlak gelijk gemaakt. De zo geprepareerde ondergrond vormt de basis voor een bestrating of bijvoorbeeld een fundering op staal.
Een zandbed wordt aangelegd omdat zand van alle grondsoorten de stevigste ondergrond geeft. Zo wordt voor de aanleg van een weg in een veen- of kleigebied vaak eerste een cunet gegraven, dat wordt opgevuld met zand. Een zandbed moet soms enkele jaren liggen, voordat het voldoende is gezet en er kan worden gebouwd.
Voor kleine gebouwen (schuurtjes, garageboxen) en bij bouwen op zandgronden is een zandbed vaak afdoende. Op een slappe ondergrond moet voor grotere bouwwerken altijd worden geheid.

## Nederland
In Nederland is veel gebouwd op een slappe ondergrond waardoor een goed zandbed belangrijk is. Voor de grachtengordel van Amsterdam werd hiervoor zand aangevoerd via zandschuiten uit de duinen waaronder bijvoorbeeld Santpoort. Bij de aanleg van de Stelling van Amsterdam werd voor Fort Bijlmer geen gebruik gemaakt van een goed zandbed waardoor het fort na oplevering het water ingleed. Dit leidde in de Tweede Kamer tot de conclusie: "(...) Een der eenvoudigste middelen ter voorkoming van het ongeval zou geweest zijn, om, alvorens de palen te heijen, de put over de geheele oppervlakte van het gebouw en de bermen tot minstens 1 meter onder den bodem van de diepste gracht uit te graven en te baggeren en met zuiver zand aan te vullen. Hierdoor zouden de onderlagen zijn zamengeperst, en de paalfundering den noodigen steun tegen zijdelingsche uitwijking hebben verkregen.(...)." Voor alle latere forten werd vervolgens eerst een zwaar zandbed aangelegd waarbij twee tot drie jaar gewacht werd met verder bouwen om het zandbed te laten inklinken. 